# Gilead (Nebraska)
Gilead es una villa ubicada en el condado de Thayer en el estado estadounidense de Nebraska. En el Censo de 2010 tenía una población de 39 habitantes y una densidad poblacional de 218,23 personas por km².

## Geografía
Gilead se encuentra ubicada en las coordenadas 40°8′46″N 97°24′54″O / 40.14611, -97.41500. Según la Oficina del Censo de los Estados Unidos, Gilead tiene una superficie total de 0.18 km², de la cual 0.18 km² corresponden a tierra firme y (0%) 0 km² es agua.

## Demografía
Según el censo de 2010, había 39 personas residiendo en Gilead. La densidad de población era de 218,23 hab./km². De los 39 habitantes, Gilead estaba compuesto por el 100% blancos, el 0% eran afroamericanos, el 0% eran amerindios, el 0% eran asiáticos, el 0% eran isleños del Pacífico, el 0% eran de otras razas y el 0% pertenecían a dos o más razas. Del total de la población el 0% eran hispanos o latinos de cualquier raza.